# Heriaeus
Heriaeus Simon, 1875 è un genere di ragni appartenente alla famiglia Thomisidae.

## Distribuzione
Le 34 specie note di questo genere sono diffuse nella regione paleartica e in Africa; le specie dall'areale più vasto sono la H. melloteei, la H. oblongus, la H. setiger e la H. simoni rinvenute in varie località della regione paleartica.

## Tassonomia
Per la definizione delle caratteristiche di questo genere sono tenute in considerazione le analisi sugli esemplari tipo Thomisus hirtus Latreille, 1819 come da ICZN n.1488.
Non sono stati esaminati esemplari di questo genere dal 2013.
A giugno 2014, si compone di 34 specie:
1. Heriaeus algericus Loerbroks, 1983 — Algeria
2. Heriaeus allenjonesi Niekerk & Dippenaar-Schoeman, 2013 — Sudafrica
3. Heriaeus antoni Niekerk & Dippenaar-Schoeman, 2013 — Sudafrica
4. Heriaeus buffoni (Audouin, 1826) — Africa settentrionale, Israele
5. Heriaeus buffonopsis Loerbroks, 1983 — Asia centrale
6. Heriaeus capillatus Utochkin, 1985 — Kazakistan
7. Heriaeus charitonovi Utochkin, 1985 — Asia centrale
8. Heriaeus concavus Tang & Li, 2010 — Cina
9. Heriaeus convexus Tang & Li, 2010 — Cina
10. Heriaeus copricola Niekerk & Dippenaar-Schoeman, 2013 — Sudafrica
11. Heriaeus crassispinus Lawrence, 1942 — Sudafrica
12. Heriaeus delticus Utochkin, 1985 — Russia
13. Heriaeus fedotovi Charitonov, 1946 — Asia centrale
14. Heriaeus foordi Niekerk & Dippenaar-Schoeman, 2013 — Sudafrica
15. Heriaeus graminicola (Doleschall, 1852) — dall'Europa all'Asia centrale
16. Heriaeus hirtus (Latreille, 1819)[2] — dall'Europa alla Georgia
17. Heriaeus horridus Tyschchenko, 1965 — Russia, Asia centrale, India
18. Heriaeus latifrons Lessert, 1919 — Africa orientale
19. Heriaeus madagascar Niekerk & Dippenaar-Schoeman, 2013 — Madagascar
20. Heriaeus maurusius Loerbroks, 1983 — Marocco
21. Heriaeus melloteei Simon, 1886 — regione paleartica
22. Heriaeus muizenberg Niekerk & Dippenaar-Schoeman, 2013 — Sudafrica
23. Heriaeus numidicus Loerbroks, 1983 — Marocco, Algeria
24. Heriaeus oblongus Simon, 1918 — regione paleartica
25. Heriaeus orientalis Simon, 1918 — Grecia, Turchia, Ucraina
26. Heriaeus peterwebbi Niekerk & Dippenaar-Schoeman, 2013 — Namibia, Sudafrica
27. Heriaeus pilosus Nosek, 1905 — Turchia
28. Heriaeus setiger (O. P.-Cambridge, 1872) — regione paleartica
29. Heriaeus simoni Kulczyński, 1903 — regione paleartica
30. Heriaeus sossusvlei Niekerk & Dippenaar-Schoeman, 2013 — Namibia, Sudafrica
31. Heriaeus spinipalpus Loerbroks, 1983 — Mediterraneo orientale
32. Heriaeus transvaalicus Simon, 1895 — Sudafrica
33. Heriaeus xanderi Niekerk & Dippenaar-Schoeman, 2013 — Tanzania, Sudafrica
34. Heriaeus zanii Niekerk & Dippenaar-Schoeman, 2013 — Sudafrica

### Nomina dubia
- Heriaeus difficilis Strand, 1906; esemplare femminile, reperito in Tunisia, a seguito di un lavoro di Loerbroks del 1983 è da ritenersi nomen dubium[1].
- Heriaeus melanotrichus Simon, 1903; esemplare juvenile, rinvenuto in Guinea Equatoriale, a seguito di un lavoro di Loerbroks del 1983 è da ritenersi nomen dubium[1].